# Ballon d'or 1961
Navigation
Édition précédente Édition suivante
Le Ballon d'or 1961 récompensant le meilleur footballeur européen évoluant en Europe a été attribué le 12 décembre 1961 à l'Italien Omar Sívori.
Il s'agit de la 6e édition de ce trophée mis en place par le magazine français France Football qui publia le vote dans le numéro 822. Dix-neuf nations (un vote par nation) ont pris part au vote (Allemagne de l'Ouest, Angleterre, Autriche, Belgique, Bulgarie, Espagne, France, Grèce, Hongrie, Italie, Pays-Bas, Pologne, Portugal, Suède, Suisse, Tchécoslovaquie, Turquie, Union soviétique et Yougoslavie).
Le titre est remporté de peu par l'Italo-Argentin Omar Sívori, succédant à l'Espagnol Luis Suárez.
Il devient le premier joueur italien (en réalité oriundo) à remporter le trophée, ainsi que le premier joueur de Serie A.

## Classement complet
| Rang | Nom                      | Club                           | Nationalité          | Points |
| 1    | Omar Sívori              | Juventus                       | Italie               | 46     |
| 2    | Luis Suárez              | FC Barcelone / Inter Milan     | Espagne              | 40     |
| 3    | Johnny Haynes            | Fulham                         | Angleterre           | 22     |
| 4    | Lev Yachine              | Dynamo Moscou                  | Union soviétique     | 21     |
| 5    | Ferenc Puskás            | Real Madrid                    | Hongrie              | 16     |
| 6    | Alfredo Di Stéfano       | Real Madrid                    | Espagne              | 13     |
| 6    | Uwe Seeler               | Hambourg SV                    | Allemagne            | 13     |
| 8    | John Charles             | Juventus                       | Pays de Galles       | 10     |
| 9    | Francisco Gento          | Real Madrid                    | Espagne              | 8      |
| 10   | Bobby Charlton           | Manchester United              | Angleterre           | 5      |
| 10   | Gerhard Hanappi          | Rapid Vienne                   | Autriche             | 5      |
| 10   | José Águas               | Benfica                        | Portugal             | 5      |
| 10   | José Santamaría          | Real Madrid                    | Espagne              | 5      |
| 10   | Dragoslav Šekularac      | Étoile rouge de Belgrade       | Yougoslavie          | 5      |
| 10   | Josef Masopust           | Dukla Prague                   | Tchécoslovaquie      | 5      |
| 10   | Gyula Grosics            | Tatabánya                      | Hongrie              | 5      |
| 17   | Mikhaïl Meskhi           | Dinamo Tbilissi                | Union soviétique     | 4      |
| 17   | Germano                  | Benfica                        | Portugal             | 4      |
| 17   | Danny Blanchflower       | Tottenham                      | Irlande du Nord      | 4      |
| 17   | Kurt Hamrin              | Fiorentina                     | Suède                | 4      |
| 17   | Horst Szymaniak          | Karlsruher SC / Catane         | Allemagne de l'Ouest | 4      |
| 17   | Viktor Ponedelnik        | SKA Rostov                     | Union soviétique     | 4      |
| 23   | Denis Law                | Manchester City / Torino       | Écosse               | 3      |
| 23   | Max Morlock              | 1. FC Nuremberg                | Allemagne de l'Ouest | 3      |
| 23   | Horst Nemec              | Austria Vienne                 | Autriche             | 3      |
| 23   | José Augusto             | Benfica                        | Portugal             | 3      |
| 23   | Slava Metreveli          | Torpedo Moscou                 | Union soviétique     | 3      |
| 28   | Jimmy Greaves            | Chelsea / AC Milan / Tottenham | Angleterre           | 2      |
| 28   | Lajos Tichy              | Budapest Honvéd                | Hongrie              | 2      |
| 28   | Alberto da Costa Pereira | Benfica                        | Portugal             | 2      |
| 28   | Gert Dörfel              | Hambourg SV                    | Allemagne de l'Ouest | 2      |
| 28   | Lucien Muller            | Stade de Reims                 | France               | 2      |
| 28   | Norbert Eschmann         | Stade français                 | Suisse               | 2      |
| 28   | Pierre Bernard           | Sedan / Nîmes Olympique        | France               | 2      |
| 35   | Rudolf Kučera            | Dukla Prague                   | Tchécoslovaquie      | 1      |
| 35   | Mário Coluna             | Benfica                        | Portugal             | 1      |
| 35   | Eusébio                  | Benfica                        | Portugal             | 1      |
| 35   | Dumitru Macri            | Rapid Bucarest                 | Roumanie             | 1      |
| 35   | Karl Stotz               | Austria Vienne                 | Autriche             | 1      |
| 35   | Gernot Fraydl            | Austria Vienne                 | Autriche             | 1      |
| 35   | Charles Antenen          | La Chaux-de-Fonds              | Suisse               | 1      |
| 35   | Jimmy McIlroy            | Burnley                        | Irlande du Nord      | 1      |
| 35   | Karl Koller              | First Vienna                   | Autriche             | 1      |